# Маяк Харст-Пойнт
Маяк Харст-Пойнт (англ. Hurst Point Lighthouse) — маяк, расположенный в Харст-Пойнт в графстве Хэмпшир, Великобритания.
Первый маяк Hurst Tower располагался на юго-западе старого замка Харст (Hurst Castle) и был возведен в первый раз 29 сентября 1786 года. Иосиф Хаддарт (Joseph Huddart) контролировал его строительство. В 1812 году эта башня была дополнена новой, более высокой.
В связи с расширением замка с 1865 по 1873 годы, оказалось необходимым измерить положение маяка. В 1866 году белая круглая башня с красным фонарем была построена, чтобы заменить башню Харст. В 1911 году этот маяк был сам заменен красной квадратной башней из металла, стоящей на стальных балках, прикрепленных к стене замка.
Между тем, в 1867 году маяк был заменен на автономный - 26 метровую башню, построенную на конце косы Харст, который до сих пор работает. Он открыт для посетителей, но добраться туда можно только пешком или на лодке.